# 井上達次
井上 達次（いのうえ たつじ）は、幕末から明治時代にかけての徳山藩士。諱は孝義、孝廉。兄は漢学者の井上快雪。

## 生涯
文政10年（1827年）、徳山藩士・井上之祐の三男として生まれる。達次の生まれた井上家は安芸井上氏の一族で、井上元有の次男・就正の流れをくみ、徳山藩士としての家祖は井上就正の孫である井上家正である。
兄の快雪は漢学の道を進んだが、達次は剣術に力を入れた。徳山藩の藩校・鳴鳳館で神道無念流の指南役を務めた小田勘衛門から剣術を学び、嘉永3年（1850年）には藩命により常陸笠間藩へ遊学する。次いで江戸に出て桃井春蔵の士学館に入門し、塾監となって鏡新明智流の奥義を極めた。文久元年（1861年）に徳山藩へ帰って道場を開き、門下生に神道無念流と鏡新明智流の二流を教えた。
明治20年（1887年）12月4日に死去。享年61。